# IAAF World Challenge Beijing 2014
IAAF World Challenge Beijing 2014 – mityng lekkoatletyczny, który odbył się 21 maja w Pekinie. Zawody były kolejną odsłoną cyklu World Challenge Meetings rozgrywanego pod egidą IAAF.

## Rezultaty

### Mężczyźni
| Konkurencja:                  | 1. miejsce          | Rezultat | 2. miejsce          | Rezultat | 3. miejsce          | Rezultat |
| Bieg na 100 m                 | Justin Gatlin       | 9,87 WL  | Michael Rodgers     | 10,03    | Kim Collins         | 10,11    |
| Bieg na 800 m                 | André Olivier       | 1:44,88  | Erik Sowinski       | 1:45,68  | Edwin Melly         | 1:45,87  |
| Bieg na 3000 m z przeszkodami | Paul Kipsiele Koech | 8:06,04  | Jairus Kipchoge     | 8:06,55  | Jonathan Muia Ndiku | 8:10,72  |
| Bieg na 110 m przez płotki    | Xie Wenjun          | 13,31    | Ryan Wilson         | 13,37    | Kevin Craddock      | 13,56    |
| Skok wzwyż                    | Iwan Uchow          | 2,36     | Zhang Guowei        | 2,29     | Daniił Cypłakow     | 2,25     |
| Skok o tyczce                 | Xue Changrui        | 5,80 NR  | Siergiej Kuczerianu | 5,60     | Yang Yansheng       | 5,60     |
| Skok w dal                    | Wang Jianan         | 8,09     | Li Jinzhe           | 8,00     | Huang Changzhou     | 7,99 PB  |
| Rzut oszczepem                | Keshorn Walcott     | 83,94    | Walerij Iordan      | 82,00    | Petr Frydrych       | 80,30    |

### Kobiety
| Konkurencja:                  | 1. miejsce              | Rezultat   | 2. miejsce        | Rezultat   | 3. miejsce           | Rezultat   |
| Bieg na 100 m                 | Veronica Campbell-Brown | 11,14      | Simone Facey      | 11,19      | Trisha-Ann Hawthorne | 11,23      |
| Bieg na 200 m                 | Simone Facey            | 22,67      | Aleen Bailey      | 23,11      | Wei Yongli           | 23,25      |
| Bieg na 1500 m                | Rabab Arrafi            | 4:02,71 PB | Gudaf Tsegay      | 4:02,83 PB | Luiza Gega           | 4:03,12 NR |
| Bieg na 3000 m z przeszkodami | Purity Cherotich Kirui  | 9:25,68    | Salima Alami      | 9:27,84 PB | Birtukan Adamu       | 9:32,35    |
| Bieg na 100 m przez płotki    | Brianna Rollins         | 12,58 =WL  | Kellie Wells      | 12,89      | Yvette Lewis         | 12,96 NR   |
| Skok wzwyż                    | Ana Šimić               | 1,98 PB WL | Svetlana Radzivil | 1,95       | Ruth Beitia          | 1,92       |
| Skok w dal                    | Funmi Jimoh             | 6,56       | Erica Jarder      | 6,49       | Lu Minjia            | 6,32       |
| Pchnięcie kulą                | Christina Schwanitz     | 20,22      | Gong Lijiao       | 19,61      | Anita Márton         | 18,27      |
| Rzut młotem                   | Wang Zheng              | 75,23      | Martina Hrašnová  | 71,89      | Amber Campbell       | 70,03      |

## Rekordy
Podczas mityngu ustanowiono 4 krajowe rekordy w kategorii seniorów:
| Zawodnik     | Reprezentacja | Konkurencja                     | Rezultat |
| ------------ | ------------- | ------------------------------- | -------- |
| Teng Haining | Chiny         | bieg na 800 metrów              | 1:46,32  |
| Xue Changrui | Chiny         | skok o tyczce                   | 5,80     |
| Luiza Gega   | Albania       | bieg na 1500 metrów             | 4:03,12  |
| Yvette Lewis | Panama        | bieg na 100 metrów przez płotki | 12,96    |